# The Best of the Best: 1984-2000, Vol. 1
The Best of the Best: 1984-2000, Vol. 1 è la terza raccolta del gruppo musicale statunitense W.A.S.P., pubblicata il 21 marzo 2000 dalla Snapper Music.

## Tracce
1. Saturday Night's Alright for Fighting – 4:44 – cover di Elton John
2. Animal (Fuck like a Beast) – 3:06
3. I Wanna Be Somebody – 3:42
4. L.O.V.E. Machine – 3:51
5. On Your Knees – 3:47
6. Show No Mercy – 3:37
7. Blind in Texas – 4:21
8. Wild Child – 5:11
9. Sex Drive – 3:01
10. 9-5 N.A.S.T.Y. – 4:46
11. Mean Man – 4:47
12. Chainsaw Charlie (Murders in the New Morgue) – 7:46
13. Unreal – 3:18
14. Helldorado – 5:05
15. Dirty Balls – 5:18

## Formazione
- Blackie Lawless – voce
- Chris Holmes – chitarra
- Mike Duda – basso
- Stet Howland – batteria